# Walter Hämmerle
Walter Hämmerle (* 21. April 1971 in Lustenau) ist ein österreichischer Journalist. Von Oktober 2018 bis Ende 2022 war er Chefredakteur der Wiener Zeitung.

## Leben
Walter Hämmerle studierte Publizistik und Politikwissenschaft an der Universität Wien, wo er 1998 bei Heinrich Neisser mit einer Dissertation zum Thema Kommunalpolitik in Österreich zwischen Konkurrenz und Konsens promovierte. Von 1998 bis 2001 war er für die Österreichische Volkspartei Wien tätig, zunächst bis 2000 als politischer Referent und danach als stellvertretender Landesgeschäftsführer, verantwortlich für die tagespolitische Koordination der Abteilungen Politik, Presse und Organisation.
2002 wurde er Innenpolitik-Redakteur bei der Wiener Zeitung, wo er 2004 Chef vom Dienst und 2008 stellvertretender Chefredakteur wurde. Nach der Entlassung von Chefredakteur Reinhard Göweil im Oktober 2017 wurde Hämmerle interimistisch geschäftsführender Leiter der Redaktion. Im September 2018 wurde er vom Bundeskanzleramt als Eigentümervertreter der Zeitung mit der Chefredaktion betraut. Er war damit der achte Chefredakteur der Zeitung seit dem Zweiten Weltkrieg. Hämmerle wurde vom Geschäftsführer der Wiener Zeitung, Martin Fleischhacker, als Chefredakteur vorgeschlagen, der Aufsichtsrat des Hauses stimmte diesem Vorschlag einstimmig zu. Die Funktion als Chefredakteur trat er am 1. Oktober 2018 an, seine Funktionsperiode lief zunächst bis 31. August 2021. Im Sommer 2021 wurde sein Vertrag bis Ende 2022 verlängert. Mit Jahresende 2022 gab er seine Funktion als Chefredakteur der Wiener Zeitung ab, eine angebotene Vertragsverlängerung nahm er nicht an. Nach seinem Rückzug wurden die beiden stellvertretenden Chefredakteure, Judith Belfkih und Thomas Seifert, interimistisch mit der redaktionellen Leitung beauftragt, die sie bis zur Einstellung der gedruckten Wiener Zeitung am 30. Juni 2023 innehatten. Die Position des Chefredakteurs wurde bis zur Einstellung des Blatts nicht mehr nachbesetzt, womit Hämmerle letzter Chefredakteur der Wiener Zeitung in ihrer Erscheinungsform als gedruckte Tageszeitung war. Im April 2023 unterzeichnete er eine einvernehmliche Vertragsauflösung. Seit September 2023 fungiert er als Leiter des Innenpolitik-Ressorts der Kleinen Zeitung.
Ebenfalls ist er Mitglied im Präsidium des Friedrich Funder Instituts, der ÖVP-Medienschule.

## Publikationen (Auswahl)
- Zwischen Konkurrenz und Konsens. Entscheidungsregeln im kommunalen politischen System. Leske + Budrich, Opladen 2000, ISBN 978-3-663-11928-9.
- Der neue Kampf um Österreich: Die Geschichte einer Spaltung und wie sie das Land prägt. edition a, Wien 2018, ISBN 978-3-99001-267-3.
- mit Peter Hilpold und Manfred Matzka (Hrsg.): 100 Jahre Verfassung. 77 Stimmen zum Jubiläum des österreichischen Bundes-Verfassungsgesetzes (B-VG). Ein Lesebuch. Facultas, Wien 2020, ISBN 978-3-7089-2055-9.
- Die unreife Republik – Zum Zustand Österreichs: Leykam Streitschriften, Leykam-Buchverlag, Graz 2023, ISBN 978-3-7011-8307-4.[17]

## Auszeichnungen
- 2021: Kurt-Vorhofer-Preis[18][19]
- 2021: Medienpreis für Verdienste um die Verfassung (verliehen vom Verein Forum Verfassung)[20][21]
- 2023: Menschenrechtspreis der Österreichischen Liga für Menschenrechte[22]